# Maria Angélica Ribeiro
Maria Angélica Ribeiro, amb nom de naixement Maria Angélica de Sousa Rego (Paraty, Angra dels Reis, 5 de desembre de 1829 - Rio de Janeiro, 9 d'abril de 1880) va ser una dramaturga brasilera. Va ser pionera entre les dones dramaturgues del país i la primera en tenir una peça estrenada en un teatre brasiler.

## Biografia
Era filla de Maria Leopoldina de Sousa Rego i Marcelino de Sousa Rego. Va queda òrfena de pare amb un any de vida i va ser educada per un amic de la família, Antônio Joaquim Bracet. Als 14 anys d'edat, es va casar amb el seu professor de dibuix, João Caetano Ribeiro. Va ser mare de dues nenes i un nen, però aquest últim va morir quan encara era petit.
A la capital, va formar part de la Societat d'Estudis Literaris i va col·laborar amb la Revista Mensal de Ensáios Literários.

## Obra
Ribeiro va ser una de les precursores al Brasil de la nova comèdia europea de mitjans del segle xix (Alexandre Dumas fill, Émile Augier), tot i que també va escriure textos carregats de rerefons social. Va crear una vintena d'obres teatrals:
| - Guite ou a feiticera dos desfiladeiros negros - Paulina - A aventurera de Vaucloix - O anjo sem asas - D. Sancho em Silves - As luvas de pelica - Gabriela - Cancros sociais - Cenas de vida artística - Um dia na opulência | - Ressurreição do Primo Basílio - A cesta da tia Pulquéria - O poder do ouro - Cancros domésticos - Opinião pública - Os anjos do sacrifício - As proezas do Firmino - Ouro, ciência, poesia e arte - Deus, pátria e honra |

De la seva producció escrita, només han sobreviscut tres obres, degut a un incendi que tingué lloc al Liceu d'Arts i Oficis de Rio.

### Cancros sociais
Aquesta peça (en català, "Càncers socials") és considerada la més rellevant de la seva carrera. Va ser estrenada l'any 1865 per la companyia de l'actor Furtado Coelho i fou publicada un any després. Es tracta d'un drama en cinc actes que fa una dura crítica de la societat esclavista del país, on l'autora destaca especialment el triple sotmetiment sofert per les dones, que eren mà d'obra, serves sexuals i productores de descendents esclaus. La història ha sigut comparada amb el llibre Mãe, de José de Alencar (1860).
Machado de Assis, figura il·lustre de les lletres brasileres i que també fou crític literari, va desfer-se en elogis quan va assistir a la seva representació: «Ens resta aplaudir des del fons de l'ànima la nova obra de l'autora de Gabriela, el talent de la qual està rebent del públic un legítim suport».